# HD 184705
HD 184705，又名BD-19 5521，SAO 162809、HR 7439，是一颗恒星，视星等为6.11，位于銀經20.57，銀緯-18.16，其B1900.0坐标为赤經19h 30m 36.3s，赤緯-19° -18.16′ 25″。